# LRRC75A
LRRC75A (англ. Leucine rich repeat containing 75A) – білок, який кодується однойменним геном, розташованим у людей на 17-й хромосомі. Довжина поліпептидного ланцюга білка становить 344 амінокислот, а молекулярна маса — 37 780.
| 10         |  | 20         |  | 30         |  | 40         |  | 50         |
| ---------- |  | ---------- |  | ---------- |  | ---------- |  | ---------- |
| MGTRQTKGSL |  | AERASPGAAP |  | GPRRERPDFW |  | ASLLLRAGDK |  | AGRAGAGMPP |
| YHRRVGMVQE |  | LLRMVRQGRR |  | EEAGTLLQHL |  | RQDLGMESTS |  | LDDVLYRYAS |
| FRNLVDPITH |  | DLIISLARYI |  | HCPKPEGDAL |  | GAMEKLCRQL |  | TYHLSPHSQW |
| RRHRGLVKRK |  | PQACLKAVLA |  | GSPPDNTVDL |  | SGIPLTSRDL |  | ERVTSYLQRC |
| GEQVDSVELG |  | FTGLTDDMVL |  | QLLPALSTLP |  | RLTTLALNGN |  | RLTRAVLRDL |
| TDILKDPSKF |  | PNVTWIDLGN |  | NVDIFSLPQP |  | FLLSLRKRSP |  | KQGHLPTILE |
| LGEGPGSGEE |  | VREGTVGQED |  | PGGGPVAPAE |  | DHHEGKETVA |  | AAQT       |

A: Аланін

C: Цистеїн

D: Аспарагінова кислота

E: Глутамінова кислота

F: Фенілаланін

G: Гліцин

H: Гістидин

I: Ізолейцин

K: Лізин

L: Лейцин

M: Метіонін

N: Аспарагін

P: Пролін

Q: Глутамін

R: Аргінін

S: Серин

T: Треонін

V: Валін

W: Триптофан

Задіяний у такому біологічному процесі, як альтернативний сплайсинг. 